# Storm de Seattle
Maillots
Actualités
Le Storm de Seattle (en anglais : Seattle Storm, « la Tempête de Seattle ») est une franchise féminine de basket-ball américaine appartenant à la WNBA. Le nom de Storm, qui signifie « tempête » en anglais, fait référence au climat souvent pluvieux de la région où se trouve la ville de Seattle.

## Historique
Avant le Storm, l'équipe ABL du Reign de Seattle est active de 1996 à 1998. Sur ce passé, la WNBA annonce la création d'une nouvelle franchise à Seattle.
Le Storm est alors directement lié (sister team) à la franchise masculine NBA des Supersonics de Seattle jusqu'en 2008, comme cela était le cas pour les premières franchises WNBA.
Pour sa première saison en 2000, l'équipe est composée avec divers éléments, comme il est de mise lors d'une expansion draft. Ainsi, emmené par la meneuse Edna Campbell et le pivot Kamila Vodichkova, la franchise n'a pu faire mieux qu'un bilan de 6 victoires contre 26 défaites. Ce faible bilan lui assure un premier choix de draft la saison suivante, et le Storm mise sur une jeune australienne de 19 ans, Lauren Jackson. Cette dernière impressionne dès son année rookie (21 points dès son premier match). Elle ne parvient pas à emmener son équipe (10 victoires - 22 défaites) jusqu'aux play-offs, mais la franchise sera désormais bâtie autour d'elle.
Lors de la draft 2002, Seattle sélectionne la meneuse des Huskies du Connecticut, Sue Bird, et compense donc un manque sur le poste de meneuse. L'association Bird-Jackson fonctionne bien, et l'équipe rallie les play-offs pour la première fois, mais se voit infliger un sweep (2 matchs perdus sans victoire) au premier tour par les Sparks de Los Angeles.
La saison 2003 est en demi-teinte puisque la blessure de Bird durant une grande partie de la saison prive le Storm des playoffs. Lauren Jackson est cependant élue MVP de la saison régulière.
La saison 2004, est celle de la consécration, dominant ardemment la Ligue. Avec un bilan de 20 victoires pour 14 défaites, le Storm se qualifie aisément pour les playoffs et inflige même un sweep lors du premier tour au Lynx du Minnesota. Lors de la finale de la conférence Ouest le Storm élimine les Monarchs de Sacramento par 2 manches à 1. C'est sur le même score qu'est défait le Sun du Connecticut pour le titre de champion WNBA, avec en bonus le titre de MVP des finales pour Betty Lennox.
Les trois étés suivants, le Storm est éliminé dès le premier tour des playoffs respectivement par les Comets de Houston (1-2), les Sparks de Los Angeles (1-2) et le Mercury de Phoenix (0-2).
En 2008 est annoncée la relocalisation de l'équipe NBA des Sonics à Oklahoma City qui met en péril le Storm. Toutefois, le nouveau propriétaire Clay Bennett revend la franchise WNBA à des investisseurs locaux et elle peut poursuivre son activité.
Du 15 juin au 30 juillet 2010, le Storm gagne à 13 reprises consécutives, ce qui en fait alors la troisième plus longue série de victoires de la ligue. Seattle remporte en cette saison-là le deuxième titre de son histoire au terme d'une saison nettement dominée : troisième meilleur bilan de l'histoire en saison régulière (28 victoires pour 6 défaites) puis invincibilité en playoffs. Pour couronner le tout, la star de l'équipe Lauren Jackson est élue MVP de la saison puis MVP des finales.
Le Storm non qualifié pour les play-offs de la saison WNBA 2014, Brian Agler cède sa place à Jenny Boucek. La franchise cherche à se reconstruire autour d'une nouvelle génération avec les premier et troisième choix de la draft 2015 Jewell Loyd et Kaleena Mosqueda-Lewis.
Le Storm choisit la rookie et All-Star Breanna Stewart. Après une première saison réussie, le Storm n'accrohe que de justesse les play-offs et renvoie Jenny Boucek. Après un interim de Gary Kloppenberg, Seattle engage Dan Hughes pour la saison 2018 qui voit le Storm remporter son troisième titre.

### Logos

Évolution du logo
Logo de 2000 à 2015.
Logo 2016 à 2020.
Logo depuis 2021.

## Palmarès
- Champion WNBA (4) : 2004, 2010, 2018 et 2020
- Champion de Conférence (2) : 2004 et 2010.

## Entraîneurs successifs

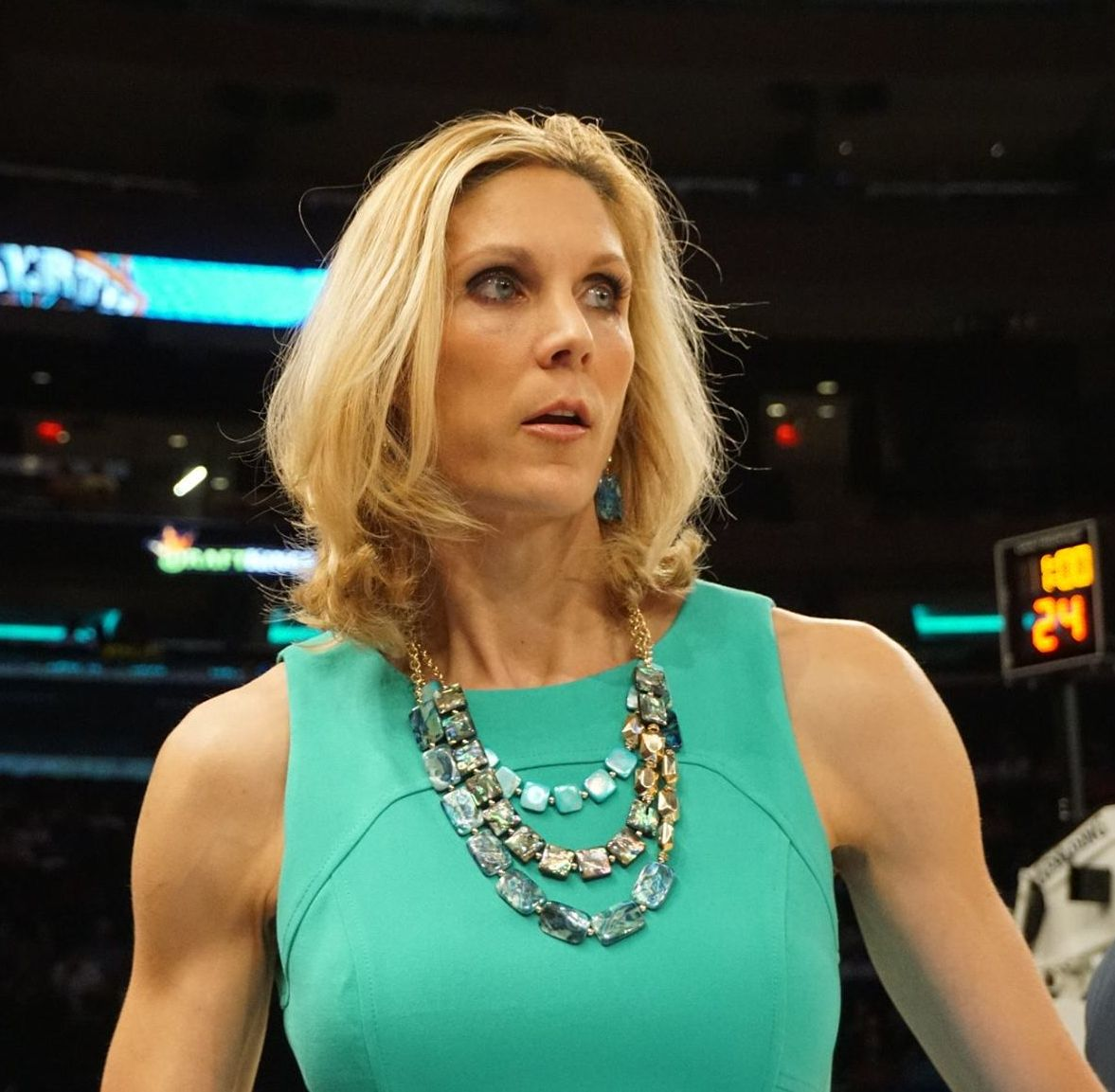
Jenny Boucek en 2015.

- 2000 - 2002 :  Lin Dunn
- 2003 - 2007 :  Anne Donovan
- 2008 - 2014 :  Brian Agler
- 2015 - 2017 :  Jenny Boucek
- 2017 - 2017 :  Gary Kloppenburg
- 2018 - 2019 :  Dan Hughes
- 2020 :  Gary Kloppenburg
- 2021 - :  Noelle Quinn

## Saison 2025
Le Storm dispute le premier match WNBA au Canada en accueillant le Dream d'Atlanta à Vancouver le 15 août 2025, pour une victore 80 à 78.

## Saison 2021
Candice Dupree commence la saison WNBA 2021 au Storm de Seattle, mais mécontente de son temps de jeu, elle rompt son contrat début juillet et s'engage peu après avec le Dream d'Atlanta.
Le Storm enregistre un bilan de 21 victoires pour 11 défaites, remportent la première Commissioner’s Cup et se qualifient les play-offs, mais sont éliminés au deuxième tour. Breanna Stewart est la meilleure joueuse de l'équipe avec 20,3 points et 9,5 rebonds par rencontre.

## Saison 2020
Le Storm remporte le titre trois victoires à zéro en finale face aux Aces de Las Vegas, le quatrième titre de la franchise.

## Saison 2018
Après six saisons de rang au bilan négatif ou juste équilibré, Seattle présente un bilan de 15 victoires en 20 rencontres, soit autant de succès qu'en 34 rencontres la saison précédente. Le principal apport est la nouvelle mentalité en défense apportée par l'expérimenté entraîneur Dan Hughes, même si le Storm reste la formation la plus offensive de la ligue. Avec Ramu Tokashiki comme seule perte notable, le Storm s'est renforcé avec Natasha Howard, Courtney Paris et la meneuse rookie Jordin Canada. Venue du Lynx, Howard (13,2 points  et 6,8 rebonds par match) marque plus du double de points que sa meilleure saison avant 2018, alors que Stewart (22,4 points) Loyd (16,1 points) sont également sur un haut niveau de performance qui permet à la franchise de rêver à un nouveau titre WNBA.
Avec 26 succès (le meilleur de l'histoire de la franchise après 2011), soit 11 de plus que la saison précédente, le Storm se classe premier de la saison régulière. Le Storm termine la saison avec un record de 307 paniers primés réussis, devenant la première franchise à passer la barre des 300 sur une saison. Breanna Stewart est élue meilleure joueuse de la saison régulière.

## Saison 2016
Le 25 juin 2016, les droits WNBA d'Angelica Robinson sont envoyés au Mercury de Phoenix contre l'arrière Noelle Quinn (1,6 point de moyenne en 13 rencontres en 2016). Le 26 juin 2016, Krystal Thomas retrouve le Storm.
Fin juin le bilan du Storm est de 6 victoires pour 9 revers, mais le jeune duo Stewart-Loyd s'affirme comme un des plus redoutables de la ligue. Sa moyenne de points est passée de 16,6 contre 10,1 l'an passé avec un pointe à 32 points.
Le 25 juin 2016, le contrat de Markeisha Gatling est rompu après 11 rencontres pour 2,3 points en 5,8 minutes par match, mais elle trouve place deux jours plus tard avec le Dream d'Atlanta .

## Saison 2015
Début juin, le Storm annonce la signature du pivot Markeisha Gatling et de l’arrière Angel Goodrich, respectivement coupées quelques jours plus par le Sky et le Shock.
Le 20 juillet, le Lynx du Minnesota échange Monica Wright avec le Storm contre Renee Montgomery et un second tour de la draft 2016.
Jewell Loyd, rookie de l'année, et Ramu Tokashiki trouvent toutes deux place dans la WNBA All-Rookie Team 2015.

## Effectif 2014
Le 21 juillet, le Storm signe la bahaméenne Waltiea Rolle. Le Storm ne se qualifie pas pour les plays-offs avec un bilan de 12 victoires pour 22 défaites en saison régulière.

## Effectif 2013
Lauren Jackson est forfait pour la saison. De même Sue Bird ne devrait pas jouer de la saison, mais est maintenue dans l'équipe pour son rôle de leadership.

## Effectif 2012
Le 26 juin 2011, le Storm rompt le contrat d'Ify Ibekwe puis engage Ewelina Kobryn le juin 2011.

## Maillot retiré
- Le 31 juillet 2014, le Storm hisse le maillot numéro 15 de la présidente Karen Bryant pour symboliser ses 15 ans passés au service de la franchise[31].
- Lauren Jackson, maillot numéro 15 retiré le 15 juillet 2016[32].

## Joueuses célèbres ou marquantes
- Suzy Batkovic
- Tully Bevilaqua
- Sue Bird
- Sandy Brondello
- Lauren Jackson
- Edwige Lawson-Wade
- Betty Lennox

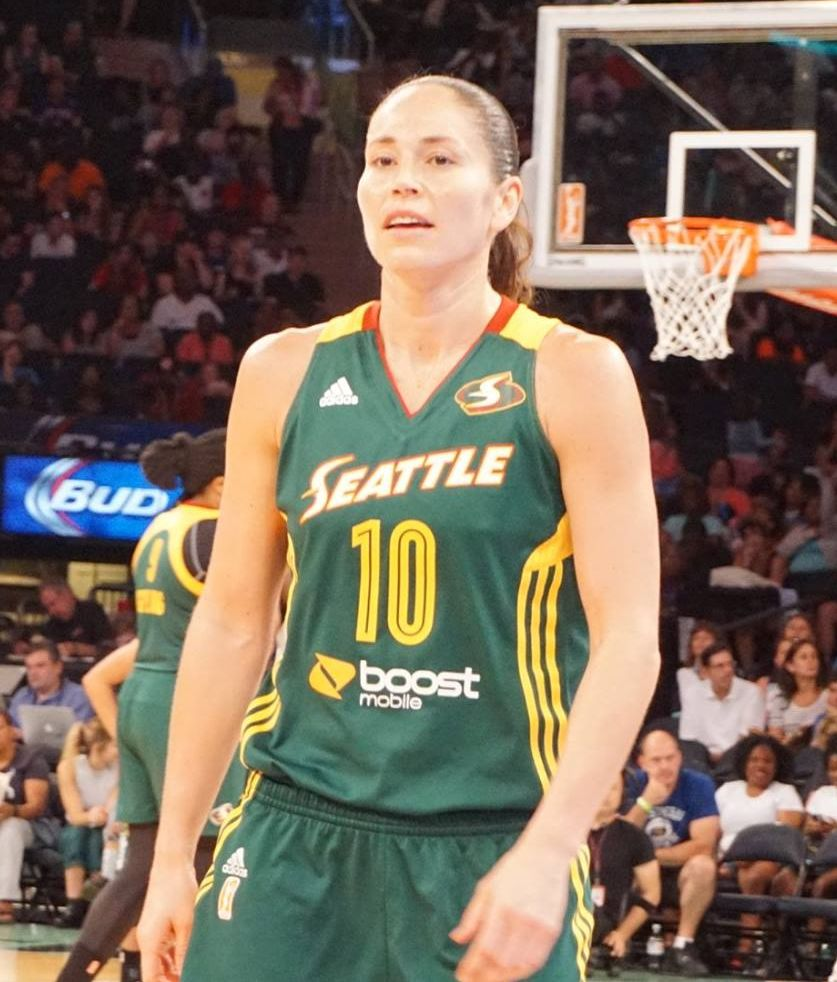
Sue Bird.

- Alessandra Santos de Oliveira
- Francesca Zara